# Ernst August von Göchhausen
Ernst August von Göchhausen (1740-1824) var en tysk embedsmand og forfatter.
Göchhausen var tidligere preussisk officer og gehejmeråd i Weimars bystyre, og han udgav fortrinsvis anonymt en række bøger. 

## Konspirationsteorier
Mest røre vakte bogen Enthüllungen des Systems der Weltbürger-Politik ("Afsløring af verdensborger politikken") (1786) som hævdede at afsløre en konspirationsteori omkring frimurerordenen, Illuminatiordenen og Jesuiterordenen. Disse ordener samarbejdede, hævdede Göchhausen, om at overtage verdensherredømmet. Bogen var en af de første til at skabe en mistro og frygt overfor især frimurerne, og den fik senere mange efterfølgere. Göchhausen havde været frimurer, og det synes i manges øjne at have givet hans argumenter større autoritet. 

## Romanforfatter
Göchhausen skrev også mindre alvorlige værker som M.... R...." ("Meine Reisen", på dansk 1778 M(in) R(eise)" på Christian Iversens forlag i Odense) den største succes, som blev optrykt og eftertrykt adskillige gange. Bogen var en kauserende humoristisk rejsebog stærkt inspireret af Laurence Sternes A sentimental journey og Tristram Shandy.

## Werther-feberen
Det var Göchhausen som fandt på udtrykket "Werther-feberen" (Das Werther-Fieber) om den entusiasme for den tragiske kærlighed og det følsomme gemyt, som Johann Wolfgang von Goethes roman Den unge Werthers lidelser vakte i samtiden, og som enkelte gange førte til selvmord i forsøg på efterligning af bogens handling. Det skete i bogen Das Werther-Fieber, ein unvollendetes Familienstück (1776), hvor Göchhausen forsvarer bogen mod de mange kritiske røster, som især selvmordene havde fremkaldt. Han påpegede, at Goethes roman kun er skadelig for i forvejen svage naturer, mens den er opbyggende og advarende for mere karakterfaste personligheder.